# Слава Митовска
Слава Стефанова Митовска е български юрист, професор и декан на Юридическия факултет на Софийския университет. Единствената жена в историята декан на Юридическия факултет на Софийския университет (1955 – 1957).

## Биография
Родена е на 13 март 1913 г. в Елена. Завършва ЮФ на СУ през 1944 г. Асистент в катедрата по международно право и история на международните отношения от 1944 г., доцент (1951) и професор от 1962 г.
Председател на Българската асоциация по морско право. Научните ѝ интереси са в международното право, международните отношения и морското право. Авторка на стотици книги, учебници и помагала, студии и статии.